# ヘンリー八世の私生活
『ヘンリー八世の私生活』（ヘンリーはっせいの私生活、英語原題：The Private Life of Henry VIII）は、アレクサンダー・コルダ監督・製作、チャールズ・ロートン、ロバート・ドーナット、マール・オベロン、エルザ・ランチェスター出演による1933年のイギリス映画である。イングランド王ヘンリー8世の結婚に焦点を当てた内容であり、ラホス・ビロとアーサー・ウィンペリスが脚本を執筆し、コルダの会社であるロンドン・フィルム・プロダクションズが製作した。
「イギリス映画の歴史は二つの時期に分けられる。『ヘンリー八世の私生活』の前と、それ以後である」と言われたほど、イギリス映画史に一時代を画す傑作であった。

## キャスト
- ヘンリー8世 - チャールズ・ロートン
- アン・ブーリン - マール・オベロン
- ジェーン・シーモア - ウェンディ・バリー（英語版）
- アン・オブ・クレーヴズ - エルザ・ランチェスター
- キャサリン・ハワード - ビニー・バーンズ（英語版）
- キャサリン・パー - エヴァリー・グレッグ（英語版）
- トマス・カルペパー - ロバート・ドーナット
- トマス・クロムウェル - フランクリン・ダイヤル（英語版）

## 制作
ハンガリー生まれの監督アレクサンダー・コルダは、オーストリア、ドイツ、アメリカ、フランスと転々としたあげく、1931年にイギリスに渡り、1933年にロンドン・フィルム・プロダクションズを設立して、イギリスに根を下ろす。
ロンドン・フィルムはアメリカのユナイテッド・アーティスツの株を持っていたために同社を通じて全世界に配給される利点があった。

## 評価
それまでのイギリス映画は鳴かず飛ばずだったが、本作は1933年10月12日に世界最大の映画館であるニューヨークのラジオ・シティ・ミュージック・ホールで華々しくプレミア・ショウが行われ、
興行的に成功し、1933年の米国内成績は12位であった。
第6回アカデミー賞ではアカデミー作品賞と主演男優賞（チャールズ・ロートン）にノミネートされ、主演男優賞を獲得した。
ロートンは『フィルム・ウィークリー』読者の投票によりその年のイギリス映画最高の男優に選ばれた。

## 日本公開
日本では、戦前の天皇制絶対の時代だっただけに、国王を粗野で好色の人物として描いた本作の公開を許すことは、天皇の尊厳を損なう恐れがあるとして、税関は通ったが内務省の検閲で差し止められ、公開はできなかった。